# Ōhara (Okayama)

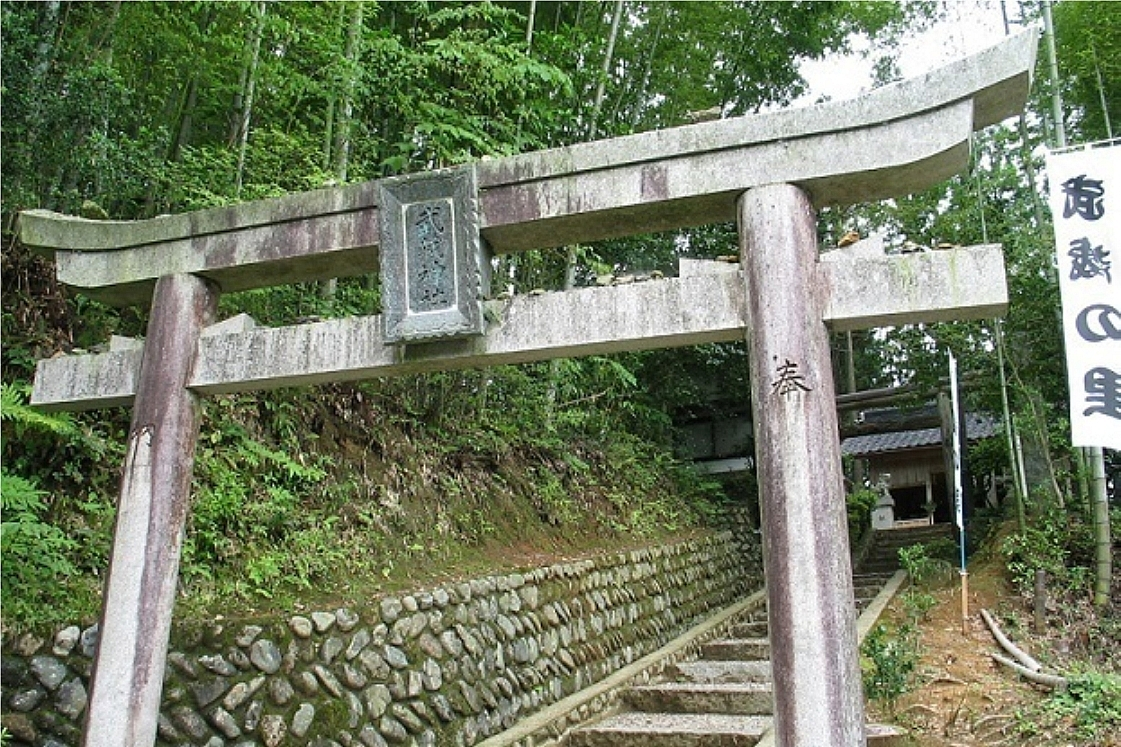
Templo Miyamoto Musashi en Ōhara.

Ōhara (大原町, Ōhara-chō) es una ciudad ubicada en el distrito de Aida, prefectura de Okayama, Japón.
La ciudad tiene una población estimada de 4.630 y una densidad de 84,99 habitantes por km². La superficie total es de 54,48 km².
El 31 de marzo de 2005, Ōhara, junto con las ciudades de Mimasaka, Aida y Sakutō, la aldea de Higashiawakura (todos del distrito de Aida) y la ciudad de Katsuta (del distrito de Katsuta), se fusionaron.

## Geografía

### Situación
El municipio de Ōhara-Chō se encuentra al noreste de la ciudad de Mimasaka (prefectura de Okayama), Japón.

### Hidrografía
Ubicado en un valle japonés, salpicado de montañas y bosques, Ōhara es atravesado, de norte a sur, por el río Yoshinol, un afluente del río Yoshii. Existe la fuente Ikkan Seisui.

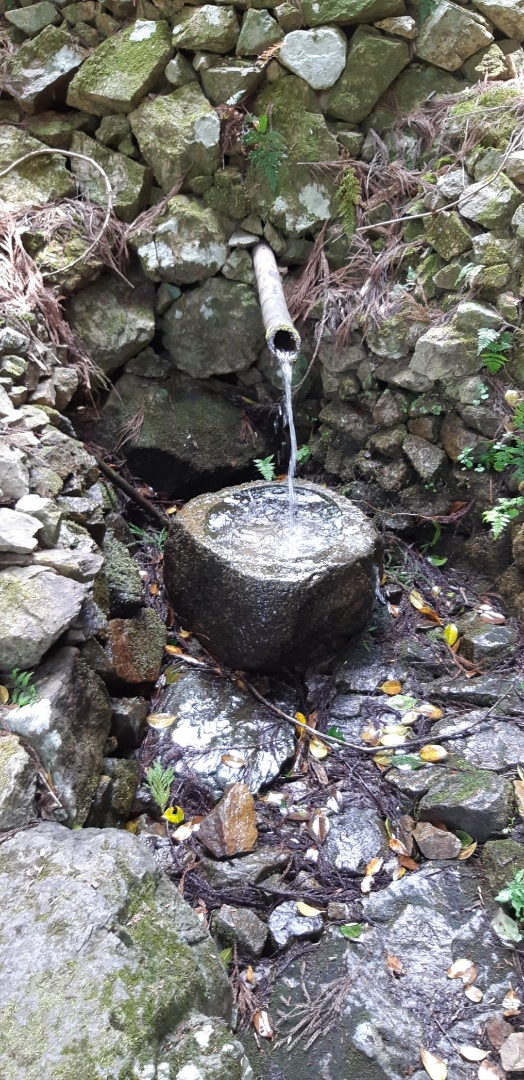
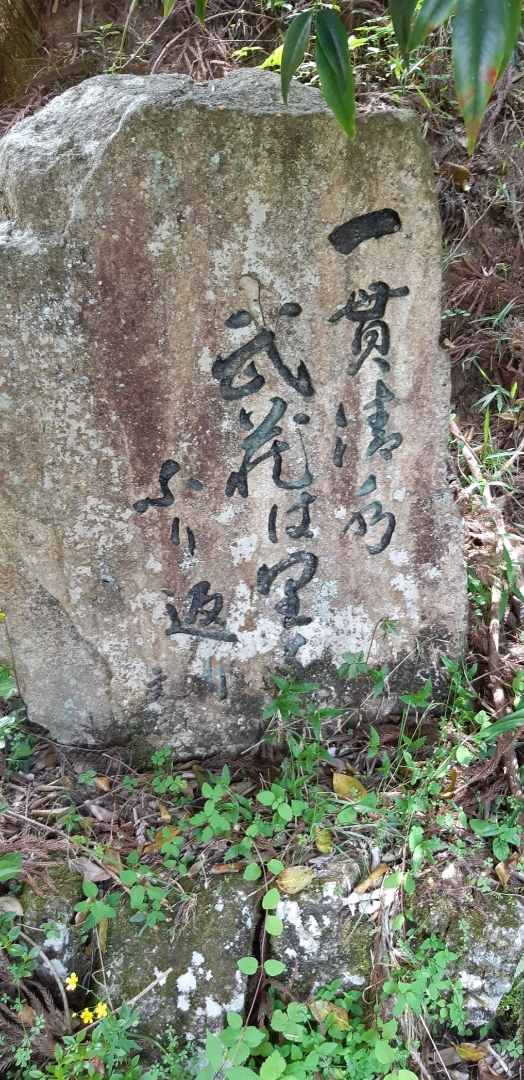
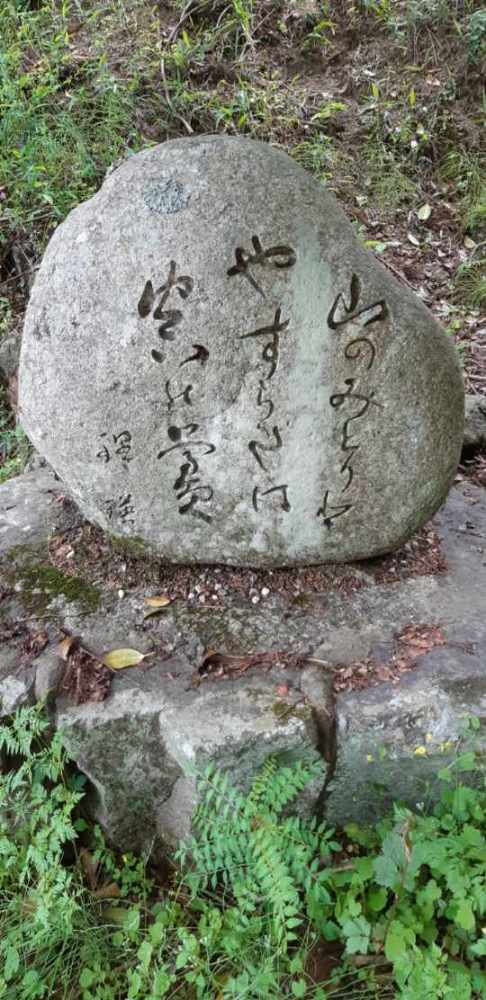
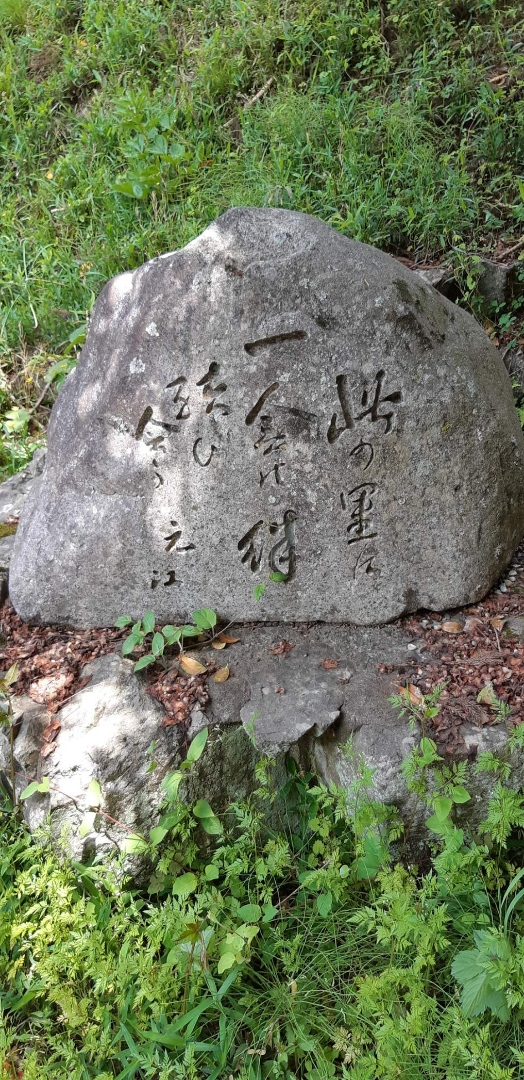

### Municipios colindantes
- Prefectura de Okayama
- Sakutō
- Nishiawakura
- Higashiawakura
- Katsuta
- Prefectura de Hyōgo
- Sayō

## Educación
- Escuela Primaria Ōhara
- Escuela secundaria Ōhara
- Escuela secundaria de la prefectura de Okayama Ōhara (cierre en 2006)

## Lugares y eventos notables

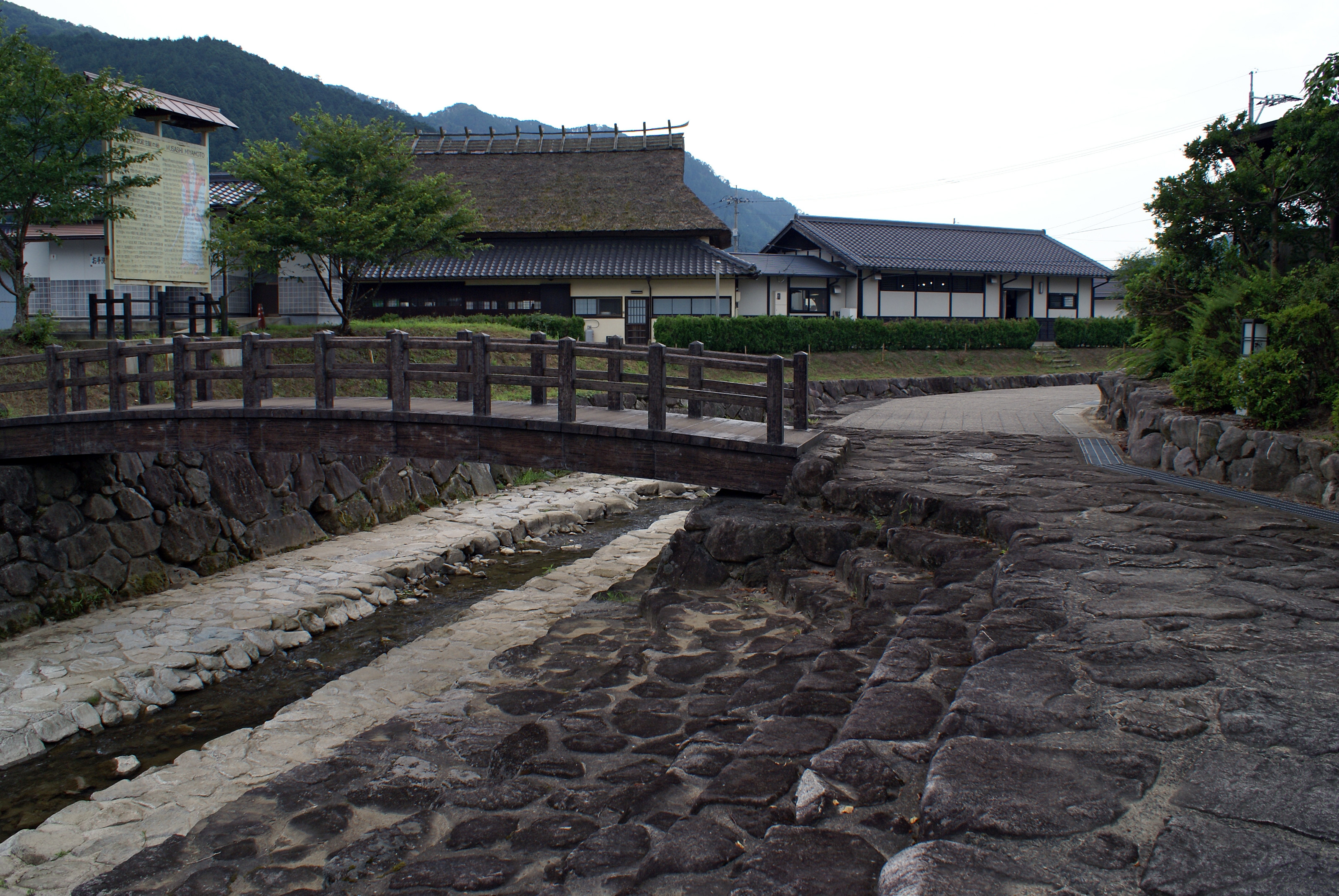
Pueblo de Miyamoto Musashi
- Templo Miyamoto Musashi
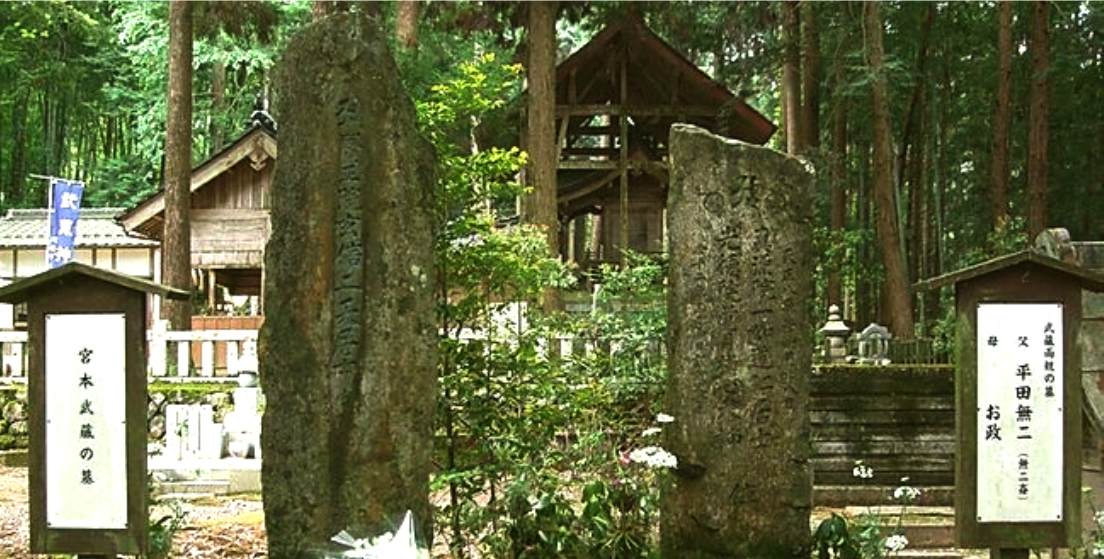
La tumba de Miyamoto Musashi junto a la de sus padres
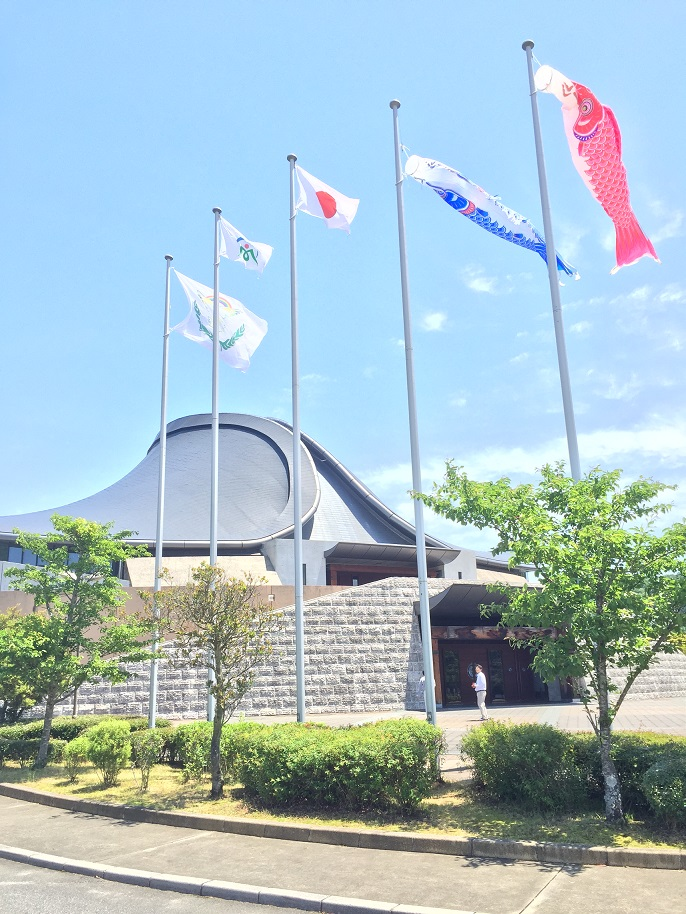
Miyamoto Musashi Budokan
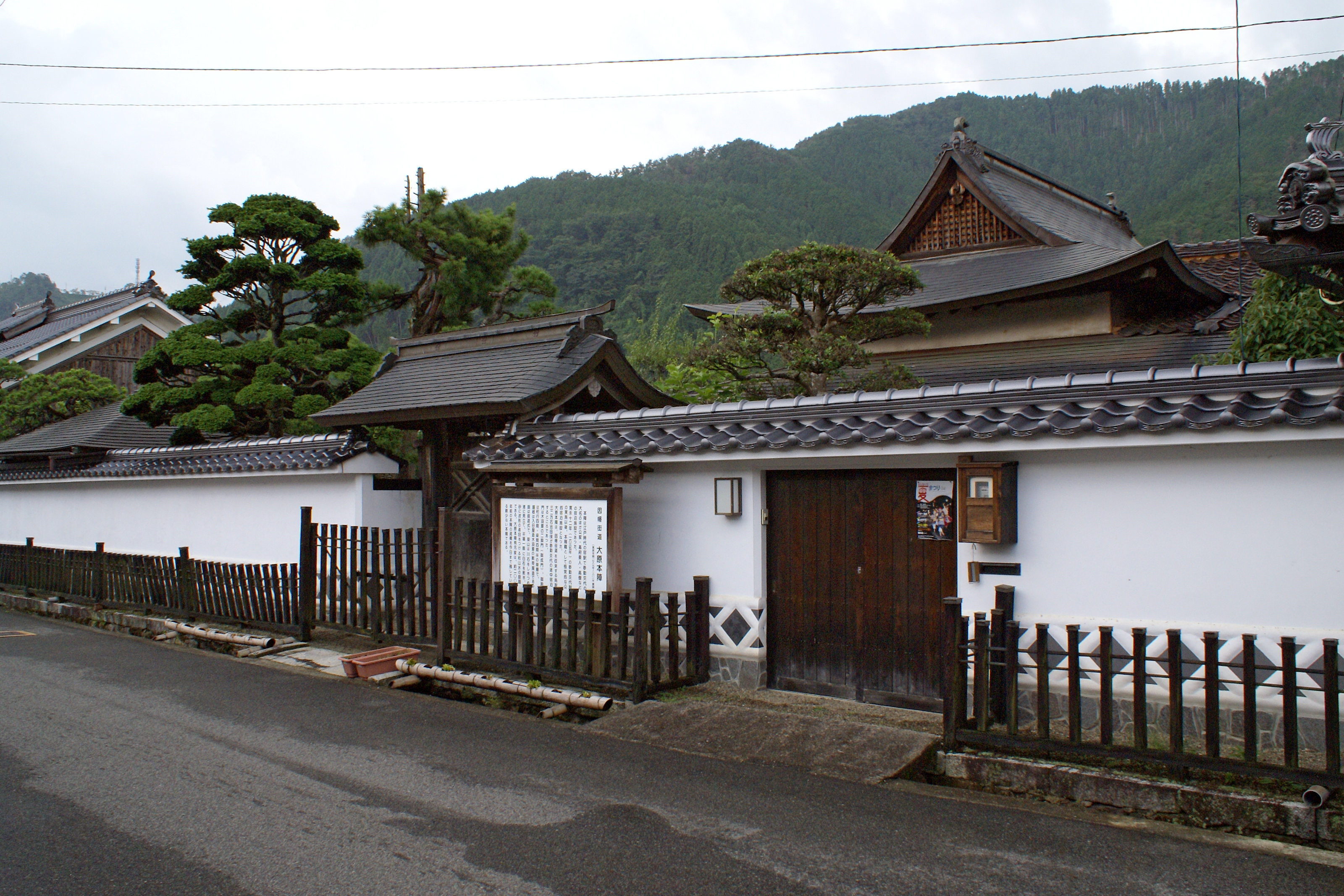
Ōhara-shuku (Shukuba)

- Pueblo de Miyamoto Musashi
- La tumba de Miyamoto Musashi junto a la de sus padres
- Estatua de Miyamoto Musashi
- Ōhara-shuku

### Miyamoto Musashi Budokan
El 20 de mayo de 2000, la inauguración del Miyamoto Musashi Budokan tuvo lugar en presencia de muchos funcionarios japoneses, entre ellos el garante Sensei Tadashi Chihara y décimo de la línea de Miyamoto Musashi (que estaba a iniciativa del edificio), el alcalde de Ōhara-Cho Fukuda Yoshiaki, Élisabeth Lamure, alcaldesa de Gleizé, y varias escuelas de sable y kendo representativas del Japón tradicional y contemporáneo.

## Relaciones Internacionales

### Ciudad hermana
La comuna de Ōhara-Cho y la comuna de Gleizé están hermanadas ().

### Zócalo de la Alianza
Las banderas de Ōhara, Mimasaka y la bandera de Reiwa ondean desde el 11 de marzo de 2020 en homenaje a las víctimas del terremoto y tsunami de Japón de 2011 en Liergues dentro de la región de Auvernia Ródano-Alpes Delfinado Saboya (en Francia) en el Zócalo de la Alianza.
- Datos: Q8081486